# 西会津テレビ中継局
西会津テレビ中継局（にしあいづテレビちゅうけいきょく）は、福島県耶麻郡西会津町に設置されていたテレビ中継局。

## 施設概要

### アナログテレビ放送
| チャンネル | 放送局名           | 空中線 電力       | ERP | 放送対象地域 | 放送区域 内世帯数 |
| 51         | NHK 福島教育       | 映像10W/ 音声2.5W | -   | 全国         | 約1700世帯        |
| 53         | NHK 福島総合       | 映像10W/ 音声2.5W | -   | 福島県       | 約1700世帯        |
| 55         | FTV 福島テレビ     | 映像10W/ 音声2.5W | -   | 福島県       | 約1700世帯        |
| 57         | FCT 福島中央テレビ | 映像10W/ 音声2.5W | -   | 福島県       | 約1700世帯        |
| 59         | KFB 福島放送       | 映像10W/ 音声2.5W | -   | 福島県       | 約1700世帯        |
| 61         | TUF テレビユー福島 | 映像10W/ 音声2.5W | -   | 福島県       | 約1700世帯        |

- 所在地： 耶麻郡西会津町新郷三河の黒崎山
- 2011年7月24日で廃止される予定だったが、東日本大震災発生の影響で、2012年3月31日まで運用が延長された。
- デジタル化に際しては、町営の西会津町ケーブルテレビによるカバーとなり、デジタル中継局は設置されなかった。